# Rio Cernat (Râul Negru)
O Rio Cernat (Râul Negru) é um rio da Romênia, afluente do Râul Negru, localizado no distrito de Covasna.